# Битва при Сен-Поль-де-Леон
Битва при Сен-Поль-де-Леоне была незначительной в войне за Бретонское наследство и таким образом, частью большой Столетней войны. Эта битва произошла в июне 1346 года и обозначила незначительный перелом в судьбе Монфоров и их английских союзников в Бретани после нескольких неудач, включая взятие в плен и последующую смерть их предводителя, Жана де Монфора.

## Бретань в 1346 году
Командиром англо-бретонской армии был сэр Томас Дэгуорт, ветеран, профессиональный солдат, который служил у короля Эдуарда III в течение многих лет, поэтому король ему доверил вести в бретонскую войну как можно успешнее, в то же время Эдуард привлекал средства в Англии и планировал вторжение в Нормандию в следующем году, которое в конечном счете приведет к Битве при Креси. Состояние армии Дэгуорта было плохим, и его силы были распределены по горстке прибрежных городов и замков. Его главный соперник, Карл де Блуа, был на марше с армией добровольцев из восточной Бретани, французских солдат и немецких наемников, но ряд его союзников, которые были под его командованием, проявили независимость и отправились по своим вотчинам.

## Битва
Чтобы укрепить моральный дух своих войск, Дэгуорт провел осмотр своих владений на северном побережье Бретани, тем самым удостоверился в поддержки населения в тылу и беспрепятственном в случае поражения пути к отступлению в Англию, его должны были осаждать на юге области осенью. 9 июня Дэгуорт был в регионе Финистер, двигаясь на север от города Морле, место его ранней победы в битве при Морле. Здесь Блуа приготовил сюрприз, он сумел привести армию в быструю готовность перебросив её на север ещё в марте, Дэгуорт и его 180 человек телохранителей угодили в засаду в изолированной деревне Сен-Поль-де-Леон. Дэгуорт собрал своих людей и повел их в быстром порядке на близлежащий холм, где они вырыли окопы и подготовили позиции.
Блуа был умным генералом, и он отметил безжалостную эффективность английского лука в битве при Морле и в многочисленных небольших стычках. Он знал, что конница была бы обречена на склонах холма, и что единственный способ разорвать английские ряды и захватить Дэгуорта, до его освобождения могла помочь только фронтальная атака пехотой. Для этого он спешил всех кавалеристов и сам отказался ехать верхом и приказал создать тройную атаку на линии англо-бретонцев. Одно нападение за другим в течение дня были отбиты точной стрельбой лучников, использующих при этом огненные стрелы, которые уничтожали ряды нападавших, и лишь небольшому количеству противников удавалось дойти до рукопашной схватки. Последняя атака пришлась на оставшиеся небольшие силы с Карлом в авангарде, но даже им не удалось добиться победы, и армия франко-бретонцев была вынуждена отказаться от атаки и отступить в восточную Бретань, оставив множество погибших, раненых и пленных солдат на склоне холма.

## Последствия
Английские войска пострадали слабо, и несмотря на ряд серьезных ранений, ни один из рыцарей и кавалеристов не были убиты, в то время как потери среди лучников и рядовых пехотинцев были небольшими, хотя фактических потерь не было зафиксировано. Французы понесли более серьезные потери, хотя современные цифры почти наверняка преувеличены. Реальный эффект сражения был психологический. Карл де Блуа, который имел репутацию жестокого и умного командира, снова потерпел поражение от английского командующего, который командовал одной из обыкновенных кампаний. На самом деле Карл не смог выиграть ни одного из пяти значимых сражений в период, когда он сражался с англичанами между 1342 и 1364 годами, хотя он показал себя более эффективным в организации осад и длительных походов. Бретонское дворянство теперь дало перерыв для размышления в выборе стороны в продолжающейся войне. Дэгуорт и Блуа снова встретились в бою, с таким же результатом, в Ла-Рош-Дерьен в следующем году.